# Calypso FM
Calypso FM foi uma emissora de rádio brasileira sediada em Fortaleza, capital do estado do Ceará. Operava no dial FM, na frequência 106,7 MHz e fazia parte do Grupo de Comunicação O Povo. Foi fundada em 1990 pelo grupo que mantêm o Colégio Christus, com participação acionária do político cearense Lúcio Alcântara, e sua programação musical era composta pelos gêneros adulto-contemporâneo e MPB.
Em julho de 2015, a rádio anunciou uma mudança em sua frequência, motivada por questões técnicas. Em comunicado lançado no fim do mês, a direção da rádio informou que a movimentação iria ser realizada no dia 10 de agosto e que passaria a se chamar Mucuripe FM, mantendo a programação e seus locutores. Sua última transmissão foi realizada em 9 de agosto de 2015. Às 0h, a frequência 106,7 MHz saiu do ar e sua substituta entrou no ar em 106,5 MHz.